# Afrikansk grönduva
Afrikansk grönduva (Treron calvus) är en fågel i familjen duvor inom ordningen duvfåglar.

## Utseende och läte
Afrikansk grönduva är en knubbig duva med grönt på vingar och rygg, matt rödbruna skuldror och en vitaktig näbb med röd näbbrot. Olikt gulbukig grönduva (Treron waalia) saknar den just gult på buken. Sången är en lustig blandning av olika gnyende, klickande, visslande, kacklande och morrande ljud.

## Utbredning och systematik
Afrikansk grönduva har en mycket vid utbredning i Afrika söder om Sahara. Den delas in i hela 16 underarter med följande utbredning:
- calvus-gruppen
  - Treron calvus nudirostris – Senegal till Gambia och Guinea-Bissau
  - Treron calvus sharpei – Sierra Leone till södra Nigeria och norra Kamerun
  - Treron calvus calvus – östra Nigeria till nordöstra Demokratiska republiken Kongo och centrala Angola
  - Treron calvus poensis – ön Bioko i Guineabukten
  - Treron calvus virescens – ön Príncipe i Guineabukten
  - Treron calvus uellensis – Sydsudan, norra Demokratiska republiken Kongo och Uganda
  - Treron calvus brevicera – sydvästra Etiopien och norra Tanzania öster om Rift Valley (med undantag för kusten)
  - Treron calvus salvadorii – östra Demokratiska republiken Kongo, sydvästra Tanzania, Zambia, norra Malawi och Moçambique
  - Treron calvus gibberifrons – sydöstra Sydsudan söderut till Victoriasjön i Uganda, Rwanda, Burundi, västra Kenya och nordvästra Tanzania
  - Treron calvus wakefieldii – kustnära Kenya och nordöstra Tanzania
  - Treron calvus orientalis – södra Tanzania till Moçambique och nedre Zambezidalen
  - Treron calvus schalowi – östra Angola, nordöstra Namibia, norra Botswana och nordvästra Zimbabwe
  - Treron calvus ansorgei – västra Angola (söder om floden Kwanza)
  - Treron calvus vylderi – nordvästra Namibia, i öster till Grootfontein
- delalandii-gruppen
  - Treron calvus delalandii – kustnära Kenya (Mombasa) till östra Kapprovinsen
  - Treron calvus granti – låglänta östra Tanzania och ön Zanzibar

Sedan 2014 urskiljer Birdlife International och naturvårdsunionen IUCN underarterna delalandii och granti tillsammans som den egna arten "gråbröstad grönduva" (Treron delalandii). 

## Levnadssätt
Afrikansk grönduva hittas i skogar och tätare skogslandskap. Kringvandrande flockar samlas vid fruktbärande träd, framför allt fikon. Den klättrar klumpigt omkring likt papegojor i träden, men kan också hålla sig dolda. När de störs exploderar flocken från ett träd och flyger snabbt och rakt därifrån. 

## Status
IUCN bedömer hotstatus för underartsgrupperna var för sig, båda som livskraftiga.

## Bilder

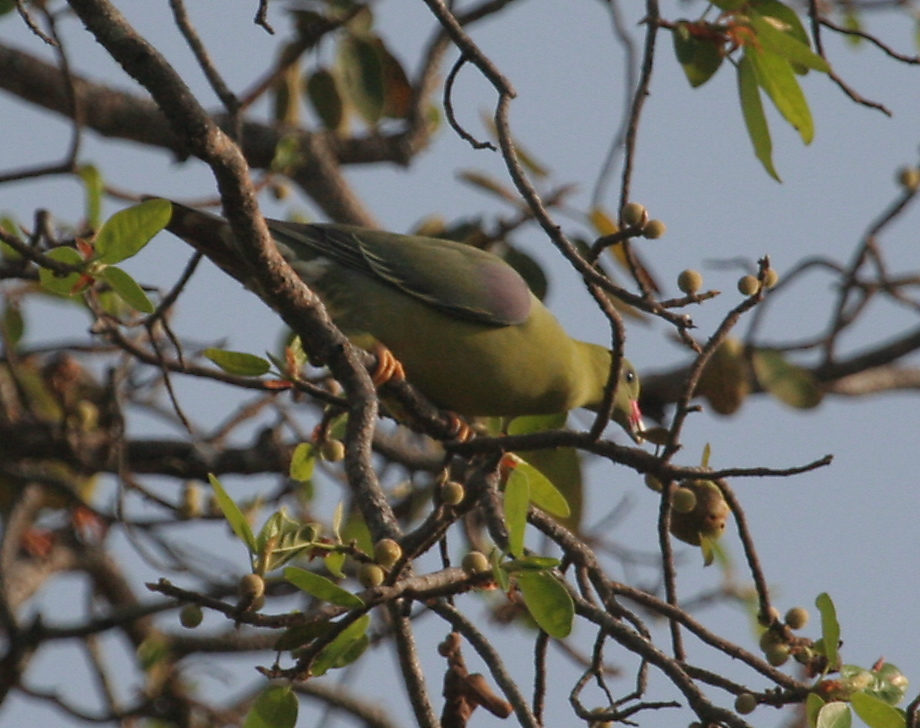
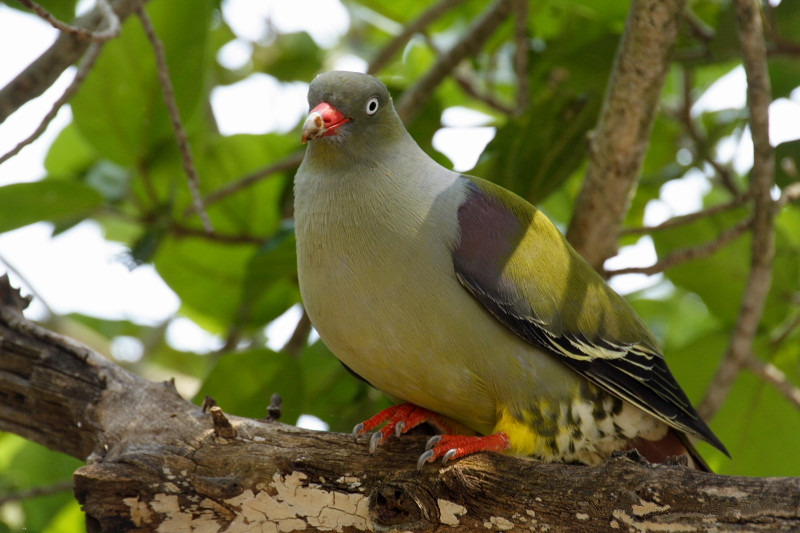
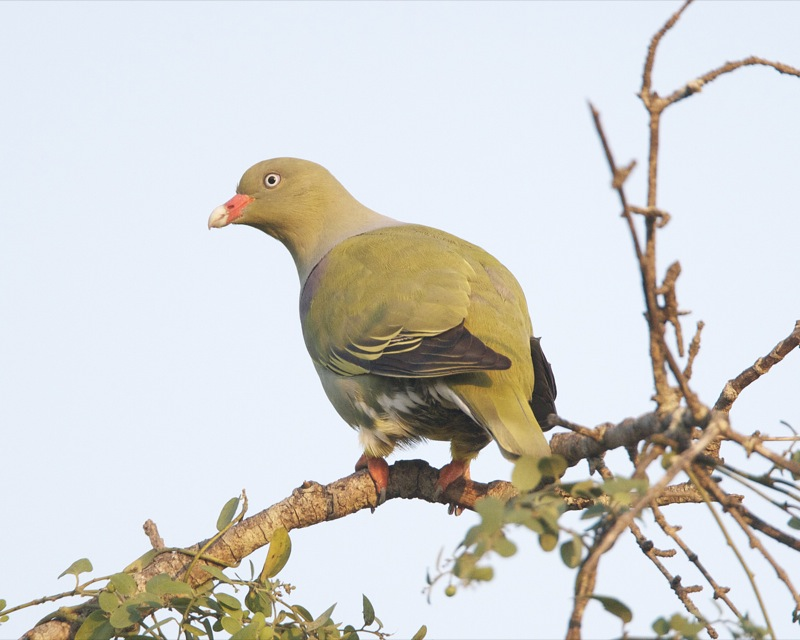
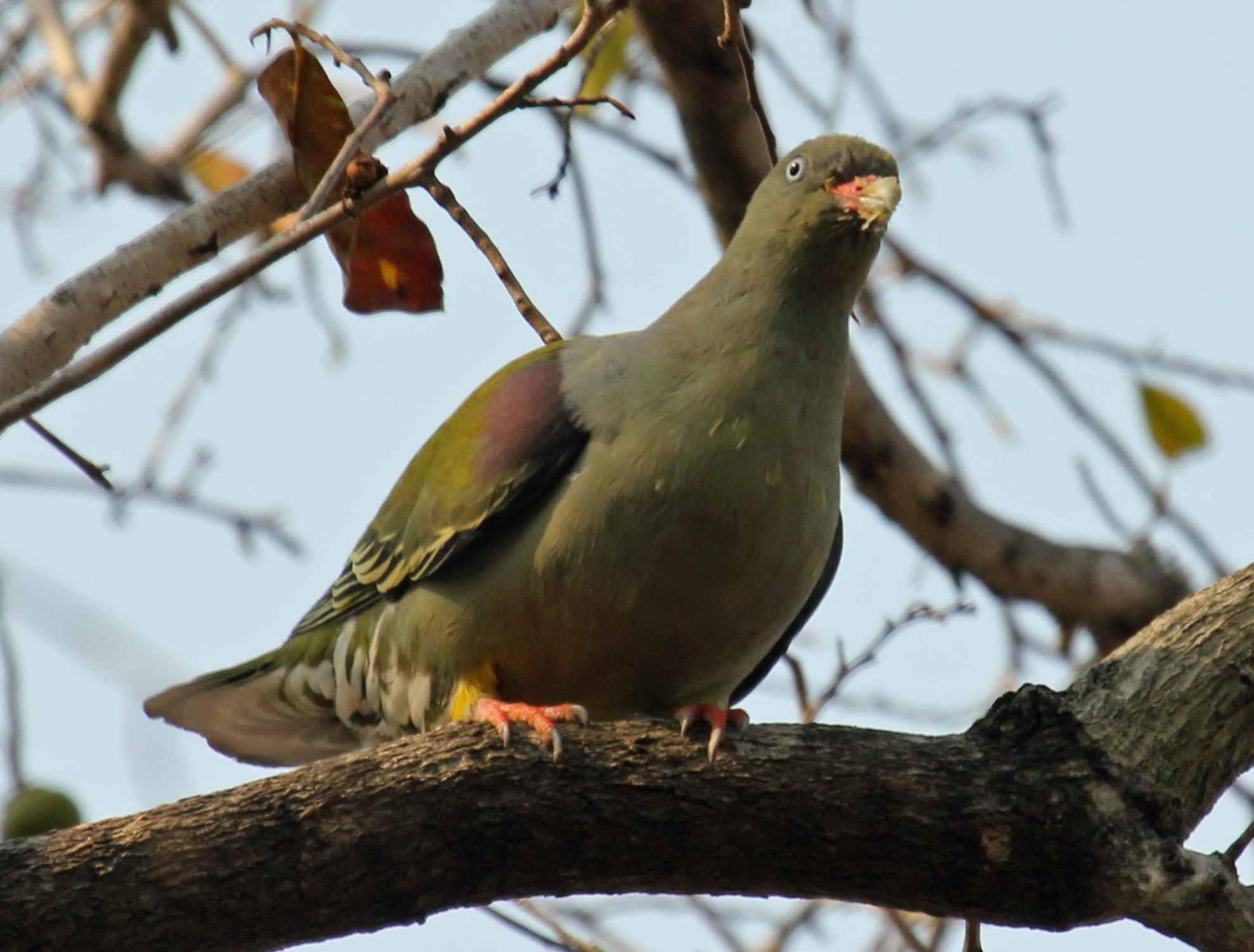
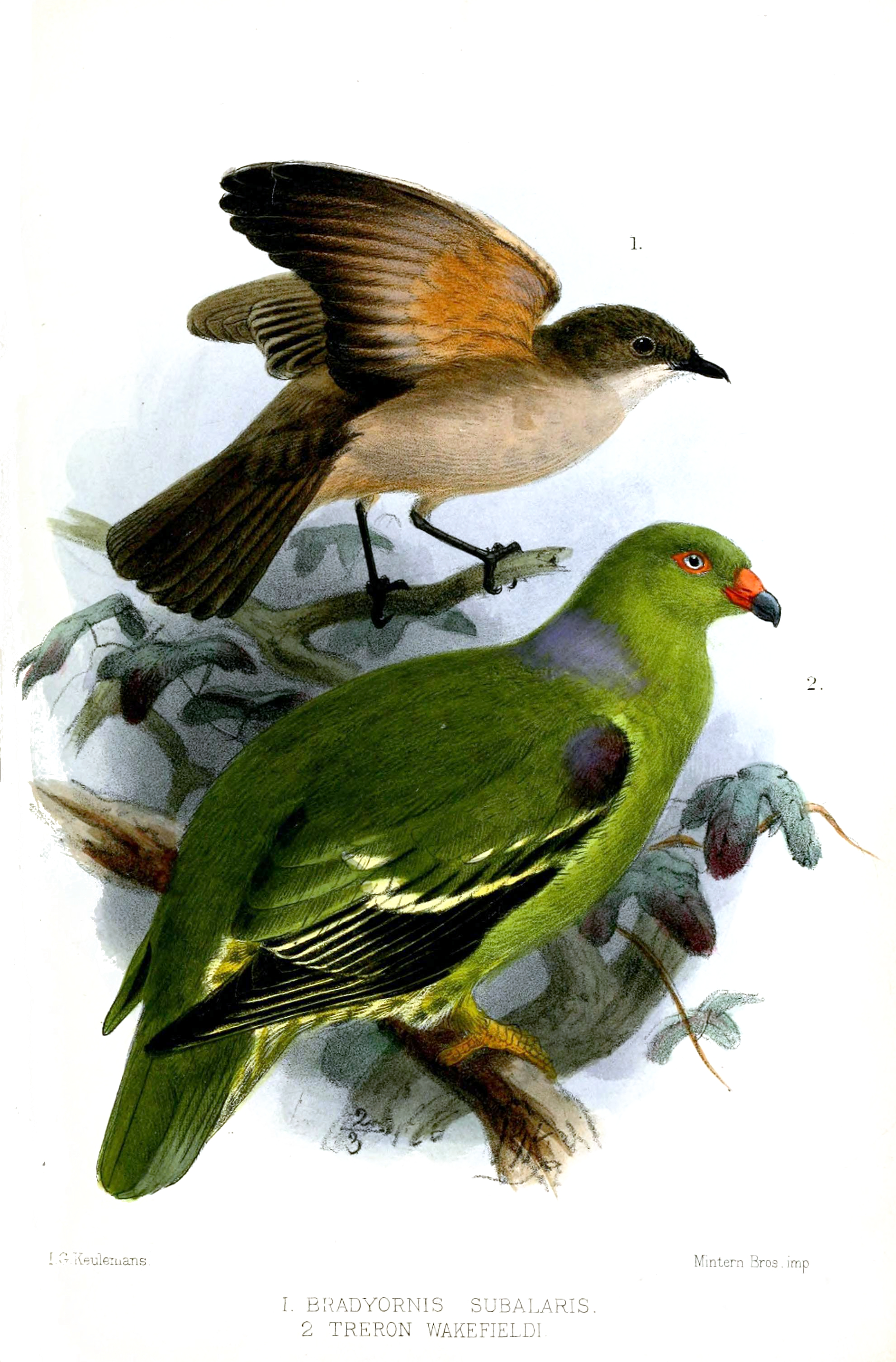
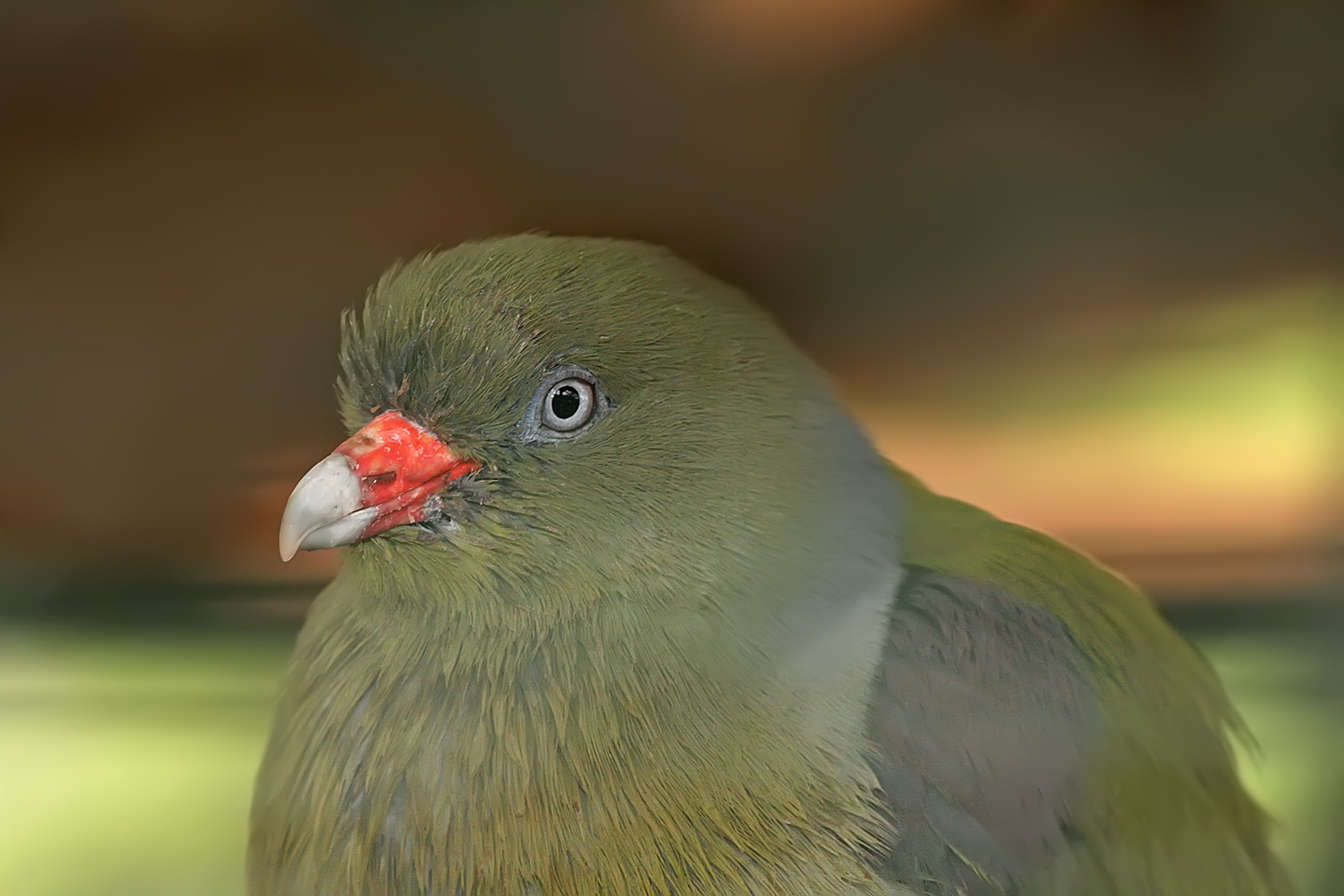